# Communauté de communes de la Lauter
Die Communauté de communes de la Lauter ist ein ehemaliger Zusammenschluss von Gemeinden im Département Bas-Rhin der französischen Region Elsass. Die Organisation besteht seit dem 21. Juli 2000. Lauterbourg ist mit 5 Delegierten vertreten. Die weiteren Mitglieder, Neewiller-près-Lauterbourg, Niederlauterbach, Oberlauterbach, Salmbach und Scheibenhard, entsenden je 2 Delegierte.
Der Gemeindeverband fusionierte mit Wirkung vom 1. Januar 2014 mit der Communauté de communes de Seltz - Delta de la Sauer und der Communauté de communes de la Plaine de la Sauer et du Seltzbach und bildete so die neue Communauté de communes de la Plaine du Rhin.